# Рыбацкое (Крым)

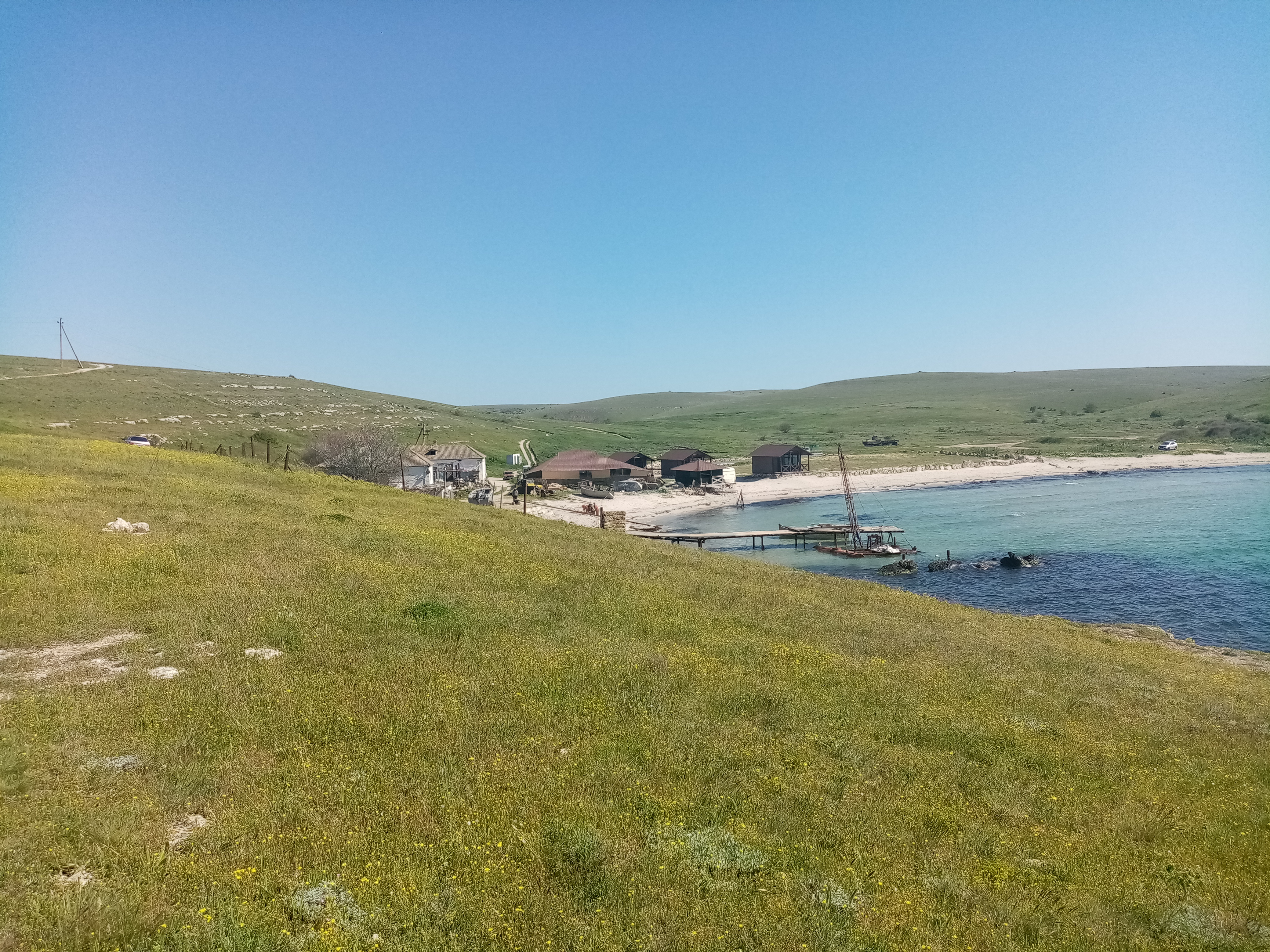
Бывшее село Рыбацкое.

Рыба́цкое (до 1948 года Кипча́к, ранее Лаш-Кыпча́к; укр. Рибацьке, крымскотат. Laş Qıpçaq, Лаш Къыпчакъ) — исчезнувшее село в Черноморском районе Крыма, располагавшееся на западе района, в балке Кипчак на берегу одноимённой бухты Каркинитского залива Чёрного моря, примерно в 8 километрах юго-западнее райцентра Черноморское.

## История
Первое документальное упоминание селения встречается в Камеральном Описании Крыма… 1784 года, судя по которому, в последний период Крымского ханства Лаш Кипчак входил в Тарханский кадылык Козловскаго каймаканства. Видимо, во время присоединения Крыма к России население деревни выехало в Турцию, поскольку в ревизских документах конца XVIII — первой половины XIX веков название деревни не упоминается. После создания 8 (20) октября 1802 года Таврической губернии, Кипчак территориально находился в составе Яшпетской волости Евпаторийского уезда. Военные топографы, в свою очередь, отмечали брошенное поселение на картах: в 1817 году деревня Лаш килчак обозначена пустующей, а на карту 1842 года нанесены развалины деревни Кипчак.
Вновь поселение встречается на полуверстовой карте 1890 года, на которой в Кипчаке обозначено 7 дворов с русским населением. По «…Памятной книжке Таврической губернии на 1900 год» в Кунанской волости записан посёлок Кипчак, в котором числилось 44 жителя в 5 дворах. По Статистическому справочнику Таврической губернии. Ч.II-я. Статистический очерк, выпуск пятый Евпаторийский уезд, 1915 год, на хуторе Кипчак Кунанской волости Евпаторийского уезда числилось 3 двора с русским населением без приписных жителей, но с 26 — «посторонними».
После установления в Крыму Советской власти, по постановлению Крымревкома от 8 января 1921 года № 206 «Об изменении административных границ» была упразднена волостная система и образован Евпаторийский уезд, в котором создан Ак-Мечетский район и село вошло в его состав, а в 1922 году уезды получили название округов. 11 октября 1923 года, согласно постановлению ВЦИК, в административное деление Крымской АССР были внесены изменения, в результате которых округа были отменены, Ак-Мечетский район упразднён и село вошло в состав Евпаторийского района. Согласно Списку населённых пунктов Крымской АССР по Всесоюзной переписи 17 декабря 1926 года, в селе Кипчак II, Ак-Мечетского сельсовета Евпаторийского района, числилось 16 дворов, все крестьянские, население составляло 77 человек, из них 76 русских и 1 украинец. По постановлению КрымЦИКа от 30 октября 1930 года «О реорганизации сети районов Крымской АССР», был восстановлен Ак-Мечетский район (по другим данным, это произошло 15 сентября 1931 года), и село вновь включили в его состав.
С 25 июня 1946 года Кипчак в составе Крымской области РСФСР. Указом Президиума Верховного Совета РСФСР от 18 мая 1948 года Кипчак переименовали в Рыбацкое. 26 апреля 1954 года Крымская область была передана из состава РСФСР в состав УССР. Время включения в Оленевский сельсовет пока не установлено: на 15 июня 1960 года посёлок уже числился в его составе. Ликвидировано после 1 июня 1977 года, поскольку на эту дату посёлок Рыбацкое ещё числился в составе Оленевского сельсовета.